# Cúp UEFA 1995–96
Cúp UEFA 1995–96 là mùa giải thứ 25 của giải đấu bóng đá cấp câu lạc bộ hạng ba thời điểm đó của châu Âu do UEFA tổ chức. Câu lạc bộ Đức Bayern Munich đã vô địch với tổng tỷ số cao hơn trước Bordeaux của Pháp. Girondins de Bordeaux đã đi đến trận chung kết với khởi điểm từ UEFA Intertoto Cup 1995, mùa giải đầu tiên của giải đấu, trở thành đội bóng có suất dự thông qua Intertoto Cup duy nhất tiến sâu đến giai đoạn này của Cúp UEFA. Với chiến thắng này, Bayern trở thành câu lạc bộ thứ ba giành được cả ba danh hiệu lớn của châu Âu (Cúp C1 châu Âu/UEFA Champions League, Cúp UEFA/UEFA Europa League và UEFA Cup Winners' Cup). Chính chung kết mùa giải này là trận chung kết Cúp UEFA duy nhất trong những năm 1990 không có sự góp mặt của bất kỳ đội bóng Ý nào.
Mùa giải 1995–96 cũng chứng kiến sự trở lại của các câu lạc bộ Nam Tư trên đấu trường quốc tế sau ba năm cấm thi đấu do lệnh cấm vận của Liên Hợp Quốc. Tuy nhiên, nhà vô địch quốc gia Nam Tư, Sao Đỏ Beograd, đã bị loại ngay từ vòng sơ loại.

## Vòng sơ loại
| Đội 1                 | TTS     | Đội 2               | Lượt đi | Lượt về      |
| --------------------- | ------- | ------------------- | ------- | ------------ |
| Omonia                | 5–1     | Sliema Wanderers    | 3–0     | 2–1          |
| Sparta Prague         | 4–2     | Galatasaray         | 3–1     | 1–1          |
| Afan Lido             | 1–2     | RAF Jelgava         | 1–2     | 0–0          |
| Apollon Athens        | 2–3     | Olimpija Ljubljana  | 1–0     | 1–3          |
| Bangor City           | 0–5     | Widzew Łódź         | 0–4     | 0–1          |
| Brøndby               | 6–0     | Inkaras Kaunas      | 3–0     | 3–0          |
| Crusaders             | 1–6     | Silkeborg           | 1–2     | 0–4          |
| Dinamo București      | 1–2     | Levski Sofia        | 0–1     | 1–1 (s.h.p.) |
| Dundalk               | 0–4     | Malmö               | 0–2     | 0–2          |
| Jeunesse Esch         | 0–4     | Lugano              | 0–0     | 0–4          |
| Košice                | 1–3     | Újpest              | 0–1     | 1–2          |
| Universitatea Craiova | 0–0 (p) | Dinamo Minsk        | 0–0     | 0–0          |
| Fenerbahçe            | 6–0     | Partizani           | 2–0     | 4–0          |
| Vardar                | 3–0     | Iberia Samtredia    | 1–0     | 2–0          |
| Glenavon              | 1–0     | FH                  | 0–0     | 1–0          |
| Hibernians            | 2–7     | Chornomorets Odessa | 2–5     | 0–2          |
| Kapaz Ganja           | 1–9     | Austria Wien        | 0–4     | 1–5          |
| Lillestrøm            | 4–1     | Flora Tallinn       | 4–0     | 0–1          |
| Motherwell            | 3–3 (a) | MyPa                | 1–3     | 2–0          |
| Örebro                | 0–3     | Avenir Beggen       | 0–0     | 0–3          |
| Botev Plovdiv         | 2–0     | Dinamo Tbilisi      | 1–0     | 1–0          |
| Slavia Sofia          | 0–3     | Olympiacos          | 0–2     | 0–1          |
| Raith Rovers          | 6–2     | GI Gota             | 4–0     | 2–2          |
| Red Star Belgrade     | 0–1     | Neuchâtel Xamax     | 0–1     | 0–0          |
| Shelbourne            | 0–6     | IA                  | 0–3     | 0–3          |
| Slovan Bratislava     | 6–0     | Osijek              | 4–0     | 2–0          |
| Sturm Graz            | 1–2     | Slavia Prague       | 0–1     | 1–1          |
| Tirana                | 0–3     | Hapoel Be'er Sheva  | 0–1     | 0–2          |
| Skonto                | 1–2     | Maribor             | 1–0     | 0–2          |
| TPV                   | 1–7     | Viking              | 0–4     | 1–3          |
| Zagłębie Lubin        | 1–0     | Shirak              | 0–0     | 1–0          |
| Zimbru Chișinău       | 2–0     | Hapoel Tel Aviv     | 2–0     | 0–0          |

### Lượt đi
| Omonia                                 | 3–0    | Sliema Wanderers |
| -------------------------------------- | ------ | ---------------- |
| Ștefan 40' (ph.đ.) · Malekkos 52', 75' | Report |                  |

| Sparta Prague                 | 3–1    | Galatasaray  |
| ----------------------------- | ------ | ------------ |
| Nedvěd 18', 73' · Lokvenc 23' | Report | Saunders 56' |

| Afan Lido | 1–2    | RAF Jelgava                 |
| --------- | ------ | --------------------------- |
| Moore 29' | Report | Karašausks 20' · Bogdan 63' |

| Apollon Athens | 1–0    | Olimpija Ljubljana |
| -------------- | ------ | ------------------ |
| Kola 41'       | Report |                    |

| Bangor City | 0–4    | Widzew Łódź                           |
| ----------- | ------ | ------------------------------------- |
|             | Report | Czerwiec 25', 42' · Koniarek 51', 89' |

| Brøndby                          | 3–0    | Inkaras Kaunas |
| -------------------------------- | ------ | -------------- |
| Hansen 13' · Bjur 44' · Sand 81' | Report |                |

| Crusaders  | 1–2    | Silkeborg                          |
| ---------- | ------ | ---------------------------------- |
| Hunter 67' | Report | Fernandez 15' · Larsen 46' (ph.đ.) |

| Dinamo București | 0–1    | Levski Sofia |
| ---------------- | ------ | ------------ |
|                  | Report | Ivanov 29'   |

| Dundalk | 0–2    | Malmö                         |
| ------- | ------ | ----------------------------- |
|         | Report | Pettersson 1' · Andersson 11' |

| Jeunesse Esch | 0–0    | Lugano |
| ------------- | ------ | ------ |
|               | Report |        |

| Košice | 0–1    | Újpest         |
| ------ | ------ | -------------- |
|        | Report | Tiefenbach 40' |

| Universitatea Craiova | 0–0    | Dinamo Minsk |
| --------------------- | ------ | ------------ |
|                       | Report |              |

| Fenerbahçe            | 2–0    | Partizani |
| --------------------- | ------ | --------- |
| Uygun 71' · Bolić 87' | Report |           |

| Vardar        | 1–0    | Iberia Samtredia |
| ------------- | ------ | ---------------- |
| Nikolovski 6' | Report |                  |

| Glenavon | 0–0    | FH |
| -------- | ------ | -- |
|          | Report |    |

| Hibernians                 | 2–5    | Chornomorets Odessa                                           |
| -------------------------- | ------ | ------------------------------------------------------------- |
| Lawrence 28' · Sultana 87' | Report | Huseynov 13' · Gashkin 22' · Musolitin 39', 57' · Kardash 48' |

| Kapaz Ganja | 0–4    | Austria Wien                                       |
| ----------- | ------ | -------------------------------------------------- |
|             | Report | Mjelde 30' · Belajić 38' · Flögel 49' · Pacult 86' |

| Lillestrøm                                              | 4–0    | Flora Tallinn |
| ------------------------------------------------------- | ------ | ------------- |
| Ingelstad 44' · Ingebrigtsen 61' · Gulbrandsen 69', 88' | Report |               |

| Motherwell    | 1–3    | MyPa                                    |
| ------------- | ------ | --------------------------------------- |
| McSkimming 9' | Report | Grönholm 13' · Tiainen 31' · Mahlio 55' |

| Örebro | 0–0    | Avenir Beggen |
| ------ | ------ | ------------- |
|        | Report |               |

| Botev Plovdiv | 1–0    | Dinamo Tbilisi |
| ------------- | ------ | -------------- |
| Gerov 45'     | Report |                |

| Slavia Sofia | 0–2    | Olympiacos               |
| ------------ | ------ | ------------------------ |
|              | Report | Ivić 82' · Juskowiak 90' |

| Raith Rovers                                         | 4–0    | GI Gota |
| ---------------------------------------------------- | ------ | ------- |
| Dair 21' · Rougier 47' · McAnespie 78' · Cameron 80' | Report |         |

| Red Star Belgrade | 0–1    | Neuchâtel Xamax |
| ----------------- | ------ | --------------- |
|                   | Report | Wittl 86'       |

| Shelbourne | 0–3    | IA                                                        |
| ---------- | ------ | --------------------------------------------------------- |
|            | Report | A. Gunnlaugsson 22' · B. Gunnlaugsson 83' · Reynisson 84' |

| Slovan Bratislava                        | 4–0    | Osijek |
| ---------------------------------------- | ------ | ------ |
| Tittel 8' · Rusnák 15', 41' · Faktor 90' | Report |        |

| Sturm Graz | 0–1    | Slavia Prague     |
| ---------- | ------ | ----------------- |
|            | Report | Bejbl 83' (ph.đ.) |

| Tirana | 0–1    | Hapoel Be'er Sheva |
| ------ | ------ | ------------------ |
|        | Report | Zeiberliņš 1'      |

| Skonto       | 1–0    | Maribor |
| ------------ | ------ | ------- |
| Babičevs 12' | Report |         |

| TPV | 0–4    | Viking                                                        |
| --- | ------ | ------------------------------------------------------------- |
|     | Report | Gawara 47' (l.n.) · Østenstad 57' · Medalen 72' · Sørloth 86' |

| Zagłębie Lubin | 0–0    | Shirak |
| -------------- | ------ | ------ |
|                | Report |        |

| Zimbru Chișinău            | 2–0    | Hapoel Tel Aviv |
| -------------------------- | ------ | --------------- |
| Gavrilyuk 27' · Rebeja 70' | Report |                 |

### Lượt về
| Sliema Wanderers | 1–2    | Omonia                      |
| ---------------- | ------ | --------------------------- |
| Suda 43'         | Report | Ștefan 70' · Panayiotou 88' |

Omonia thắng với tổng tỷ số 5–1.
| Galatasaray | 1–1    | Sparta Prague |
| ----------- | ------ | ------------- |
| Saunders 4' | Report | Nedvěd 22'    |

Sparta Prague thắng với tổng tỷ số 4–2.
| RAF Jelgava | 0–0    | Afan Lido |
| ----------- | ------ | --------- |
|             | Report |           |

RAF Jelgava thắng với tổng tỷ số 2–1.
| Olimpija Ljubljana         | 3–1    | Apollon Athens |
| -------------------------- | ------ | -------------- |
| Bozgo 11', 67' · Zulič 81' | Report | Kola 2'        |

Olimpija Ljubljana thắng với tổng tỷ số 3–2.
| Widzew Łódź | 1–0    | Bangor City |
| ----------- | ------ | ----------- |
| Pikuta 84'  | Report |             |

Widzew Łódź thắng với tổng tỷ số 5–0.
| Inkaras Kaunas | 0–3    | Brøndby                       |
| -------------- | ------ | ----------------------------- |
|                | Report | Møller 53', 65' · Risager 62' |

Brøndby thắng với tổng tỷ số 6–0.
| Silkeborg                                    | 4–0    | Crusaders |
| -------------------------------------------- | ------ | --------- |
| Larsen 10' · Fernandez 55' · Sommer 69', 75' | Report |           |

Silkeborg thắng với tổng tỷ số 6–1.
| Levksi Sofia | 1–1 (s.h.p.) | Dinamo București |
| ------------ | ------------ | ---------------- |
| Vasilev 110' | Report       | Lupu 70'         |

Levski Sofia thắng với tổng tỷ số 2–1.
| Malmö                          | 2–0    | Dundalk |
| ------------------------------ | ------ | ------- |
| Andersson 22' · Fjellström 50' | Report |         |

Malmö thắng với tổng tỷ số 4–0.
| Lugano                             | 4–0    | Jeunesse Esch |
| ---------------------------------- | ------ | ------------- |
| Erceg 18', 54', 45' · Esposito 34' | Report |               |

Lugano thắng với tổng tỷ số 4-0.
| Újpest                  | 2–1    | Košice    |
| ----------------------- | ------ | --------- |
| Bérczy 40' · Szanyó 40' | Report | Weiss 85' |

Újpest thắng với tổng tỷ số 3–1.
| Dinamo Minsk                     | 0–0 (s.h.p.) | Universitatea Craiova           |
| -------------------------------- | ------------ | ------------------------------- |
|                                  | Report       |                                 |
| Loạt sút luân lưu                |              |                                 |
| Kachura · Khatskevich · Shtanyuk | 3–1          | Papură · Gane · Ungur · Olăroiu |

Tổng tỷ số 0–0; Dinamo Minsk thắng 3–1 trên chấm luân lưu.
| Partizani | 0–4    | Fenerbahçe                                         |
| --------- | ------ | -------------------------------------------------- |
|           | Report | Uygun 21' · Şentürk 26' · Bolić 60' · Taşkıran 86' |

Fenerbahçe thắng với tổng tỷ số 6–0.
| Iberia Samtredia | 0–2    | Vardar                          |
| ---------------- | ------ | ------------------------------- |
|                  | Report | Serafimovski 20' · Petreski 39' |

Vardar thắng với tổng tỷ số 3–0.
| FH | 0–1    | Glenavon      |
| -- | ------ | ------------- |
|    | Report | Johnstone 65' |

Glenavon thắng với tổng tỷ số 1–0.
| Chornomorets Odessa            | 2–0    | Hibernians |
| ------------------------------ | ------ | ---------- |
| Kozakevych 34' · Musolitin 77' | Report |            |

Chornomorets Odessa thắng với tổng tỷ số 7–2.
| Austria Wien                                   | 5–1    | Kapaz Ganja    |
| ---------------------------------------------- | ------ | -------------- |
| Mjelde 10', 29' · Ogris 18', 42' · Glatzer 64' | Report | Suleimanov 26' |

Austria Wien thắng với tổng tỷ số 9–1.
| Flora Tallinn   | 1–0    | Lillestrøm |
| --------------- | ------ | ---------- |
| Korghalidze 52' | Report |            |

Lillestrøm thắng với tổng tỷ số 4–1.
| MyPa | 0–2    | Motherwell             |
| ---- | ------ | ---------------------- |
|      | Report | Burns 28' · Arnott 69' |

Tổng tỷ số 3–3; MyPa thắng nhờ bàn thắng sân khách.
| Avenir Beggen | 1–1    | Örebro        |
| ------------- | ------ | ------------- |
| Holtz 21'     | Report | Birgisson 88' |

Örebro đưa vào sân một cầu thủ không hợp lệ, nên trận đấu được xử thắng 3–0 cho Avenir Beggen. Avenir Beggen thắng với tổng tỷ số 3–0.
| Dinamo Tbilisi | 0–1    | Botev Plovdiv |
| -------------- | ------ | ------------- |
|                | Report | Vidolov 88'   |

Botev Plovdiv thắng với tổng tỷ số 2–0.
| Olympiacos | 1–0    | Slavia Sofia |
| ---------- | ------ | ------------ |
| Ivić 10'   | Report |              |

Olympiacos thắng với tổng tỷ số 3–0.
| GI Gota                           | 2–2    | Raith Rovers              |
| --------------------------------- | ------ | ------------------------- |
| H. Jarnskor 65' · M. Jarnskor 85' | Report | Lennon 31' · Crawford 69' |

Raith Rovers thắng với tổng tỷ số 6–2.
| Neuchâtel Xamax | 0–0    | Red Star Belgrade |
| --------------- | ------ | ----------------- |
|                 | Report |                   |

Neuchâtel Xamax thắng với tổng tỷ số 1–0.
| IA                                           | 3–0    | Shelbourne |
| -------------------------------------------- | ------ | ---------- |
| Jónsson 45' · Thordarson 58' · Pétursson 89' | Report |            |

IA thắng với tổng tỷ số 6–0.
| Osijek | 0–2    | Slovan Bratislava           |
| ------ | ------ | --------------------------- |
|        | Report | Rusnák 54' · Luis Gomes 86' |

Slovan Bratislava thắng với tổng tỷ số 6–0.
| Slavia Prague | 1–1    | Sturm Graz |
| ------------- | ------ | ---------- |
| Hyský 45'     | Report | Haas 54'   |

Slavia Prague thắng với tổng tỷ số 2–1.
| Hapoel Be'er Sheva       | 2–0    | Tirana |
| ------------------------ | ------ | ------ |
| Husyev 20' · Avigdor 23' | Report |        |

Hapoel Be'er Sheva thắng với tổng tỷ số 3–0.
| Maribor                   | 2–0    | Skonto |
| ------------------------- | ------ | ------ |
| Šterbal 17' · Fricelj 21' | Report |        |

Maribor thắng với tổng tỷ số 2–1.
| Viking                          | 3–1    | TPV              |
| ------------------------------- | ------ | ---------------- |
| Bergersen 4', 41' · Sørloth 63' | Report | Wiss 89' (ph.đ.) |

Viking thắng với tổng tỷ số 7–1.
| Shirak | 0–1    | Zagłębie Lubin |
| ------ | ------ | -------------- |
|        | Report | Machaj 23'     |

Zagłębie Lubin thắng với tổng tỷ số 1–0.
| Hapoel Tel Aviv | 0–0    | Zimbru Chișinău |
| --------------- | ------ | --------------- |
|                 | Report |                 |

Zimbru Chișinău thắng với tổng tỷ số 2–0.

## Vòng một
| Đội 1                | TTS     | Đội 2              | Lượt đi | Lượt về |
| -------------------- | ------- | ------------------ | ------- | ------- |
| Lugano               | 2–1     | Internazionale     | 1–1     | 1–0     |
| Milan                | 8–1     | Zagłębie Lubin     | 4–0     | 4–1     |
| Sparta Prague        | (a) 2–2 | Silkeborg          | 0–1     | 2–1     |
| AS Monaco            | 1–3     | Leeds United       | 0–3     | 1–0     |
| Bayern Munich        | 5–1     | Lokomotiv Moscow   | 0–1     | 5–0     |
| Brøndby              | 3–0     | Lillestrøm         | 3–0     | 0–0     |
| Chornomorets Odessa  | (p) 1–1 | Widzew Łódź        | 1–0     | 0–1     |
| Spartak Vladikavkaz  | 1–2     | Liverpool          | 1–2     | 0–0     |
| Fenerbahçe           | 1–4     | Real Betis         | 1–2     | 0–2     |
| Austria Wien         | 1–3     | Dinamo Minsk       | 1–2     | 0–1     |
| Vardar               | 1–3     | Bordeaux           | 0–2     | 1–1     |
| Glenavon             | 0–7     | Werder Bremen      | 0–2     | 0–5     |
| Hapoel Be'er Sheva   | 0–12    | Barcelona          | 0–7     | 0–5     |
| Lierse SK            | 2–5     | Benfica            | 1–3     | 1–2     |
| Malmö                | 2–2 (a) | Nottingham Forest  | 2–1     | 0–1     |
| MyPa                 | 2–8     | PSV                | 1–1     | 1–7     |
| Neuchâtel Xamax      | 1–5     | Roma               | 1–1     | 0–4     |
| Olympiacos           | 5–1     | Maribor            | 2–0     | 3–1     |
| Levski Sofia         | 1–3     | Eendracht Aalst    | 1–2     | 0–1     |
| Raith Rovers         | 3–2     | ÍA                 | 3–1     | 0–1     |
| Lens                 | 13–0    | Avenir Beggen      | 6–0     | 7–0     |
| Strasbourg           | 5–0     | Újpest             | 3–0     | 2–0     |
| Roda JC              | 5–2     | Olimpija Ljubljana | 5–0     | 0–2     |
| Farense              | 0–2     | Lyon               | 0–1     | 0–1     |
| Freiburg             | 1–2     | Slavia Prague      | 1–2     | 0–0     |
| Rotor Volgograd      | (a) 2–2 | Manchester United  | 0–0     | 2–2     |
| Sevilla              | 3–1     | Botev Plovdiv      | 2–0     | 1–1     |
| Slovan Bratislava    | 2–4     | Kaiserslautern     | 2–1     | 0–3     |
| Lazio                | 7–1     | Omonia             | 5–0     | 2–1     |
| Viking               | 1–2     | Auxerre            | 1–1     | 0–1     |
| Vitória de Guimarães | 3–1     | Standard Liège     | 3–1     | 0–0     |
| Zimbru Chișinău      | 3–1     | RAF Jelgava        | 1–0     | 2–1     |

### Lượt đi
| Lugano       | 1–1    | Internazionale     |
| ------------ | ------ | ------------------ |
| Carrasco 67' | Report | Roberto Carlos 12' |

| Milan                                                    | 4–0    | Zagłębie Lubin |
| -------------------------------------------------------- | ------ | -------------- |
| Savićević 11' · Machaj 47' (l.n.) · Weah 67' · Boban 71' | Report |                |

| Sparta Prague | 0–1    | Silkeborg    |
| ------------- | ------ | ------------ |
|               | Report | Fernandez 6' |

| AS Monaco | 0–3    | Leeds United        |
| --------- | ------ | ------------------- |
|           | Report | Yeboah 3', 64', 80' |

| Bayern Munich | 0–1    | Lokomotiv Moscow |
| ------------- | ------ | ---------------- |
|               | Report | Kharlachyov 70'  |

| Brøndby                                   | 3–0    | Lillestrøm |
| ----------------------------------------- | ------ | ---------- |
| Hansen 38' · Eggen 57' · Bjur 87' (ph.đ.) | Report |            |

| Chornomorets Odessa | 1–0    | Widzew Łódź |
| ------------------- | ------ | ----------- |
| Kozakevych 87'      | Report |             |

| Spartak Vladikavkaz | 1–2    | Liverpool                    |
| ------------------- | ------ | ---------------------------- |
| Kasimov 20'         | Report | McManaman 36' · Redknapp 53' |

| Fenerbahçe  | 1–2    | Real Betis           |
| ----------- | ------ | -------------------- |
| Kocaman 75' | Report | Pier 28' · Sabas 79' |

| Austria Wien | 1–2    | Dinamo Minsk                  |
| ------------ | ------ | ----------------------------- |
| Kogler 84'   | Report | Zhuravel 26' · Byalkevich 40' |

| Vardar | 0–2    | Bordeaux          |
| ------ | ------ | ----------------- |
|        | Report | Bancarel 25', 75' |

| Glenavon | 0–2    | Werder Bremen          |
| -------- | ------ | ---------------------- |
|          | Report | Cardoso 60' · Vier 88' |

| Hapoel Be'er Sheva | 0–7    | Barcelona                                                       |
| ------------------ | ------ | --------------------------------------------------------------- |
|                    | Report | De la Peña 4' · Roger 45', 67', 78' · Óscar 62' · Figo 65', 81' |

| Lierse SK            | 1–3    | Benfica                                           |
| -------------------- | ------ | ------------------------------------------------- |
| Huysmans 39' (ph.đ.) | Report | Valdo 28' (ph.đ.) · Marcelo 54' · Paulo Bento 64' |

| Malmö                          | 2–1    | Nottingham Forest |
| ------------------------------ | ------ | ----------------- |
| Pettersson 59' · Andersson 72' | Report | Woan 36'          |

| MyPa       | 1–1    | PSV         |
| ---------- | ------ | ----------- |
| Mahlio 29' | Report | Ronaldo 50' |

| Neuchâtel Xamax | 1–1    | Roma        |
| --------------- | ------ | ----------- |
| Jeanneret 14'   | Report | Moriero 20' |

| Olympiacos                            | 2–0    | Maribor |
| ------------------------------------- | ------ | ------- |
| Juskowiak 51' · Skartados 72' (ph.đ.) | Report |         |

| Levski Sofia | 1–2    | Eendracht Aalst              |
| ------------ | ------ | ---------------------------- |
| Vasilev 68'  | Report | Markov 58' (l.n.) · Paas 77' |

| Raith Rovers                 | 3–1    | IA             |
| ---------------------------- | ------ | -------------- |
| Lennon 14', 66' · Wilson 79' | Report | Thordarson 44' |

| Lens                                                      | 6–0    | Avenir Beggen |
| --------------------------------------------------------- | ------ | ------------- |
| Camara 11', 49' · Meyrieu 33' · Tiéhi 62', 74' · Boli 70' | Report |               |

| Strasbourg                                     | 3–0    | Újpest |
| ---------------------------------------------- | ------ | ------ |
| Zitelli 7' · Leboeuf 72' (ph.đ.) · Baticle 74' | Report |        |

| Roda JC                                                                        | 5–0    | Olimpija Ljubljana |
| ------------------------------------------------------------------------------ | ------ | ------------------ |
| Van Galen 3' · Roelofsen 23' · Babangida 34' · Graef 44' · De Kock 68' (ph.đ.) | Report |                    |

| Farense | 0–1    | Lyon     |
| ------- | ------ | -------- |
|         | Report | Giuly 5' |

| Freiburg | 1–2    | Slavia Prague             |
| -------- | ------ | ------------------------- |
| Todt 78' | Report | Novotný 23' · Pěnička 75' |

| Rotor Volgograd | 0–0    | Manchester United |
| --------------- | ------ | ----------------- |
|                 | Report |                   |

| Sevilla        | 2–0    | Botev Plovdiv |
| -------------- | ------ | ------------- |
| Šuker 29', 33' | Report |               |

| Slovan Bratislava       | 2–1    | Kaiserslautern |
| ----------------------- | ------ | -------------- |
| Tittel 28' · Sobona 74' | Report | Hollerbach 64' |

| Lazio                                                                | 5–0    | Omonia |
| -------------------------------------------------------------------- | ------ | ------ |
| Casiraghi 11', 16', 80' (ph.đ.) · Rambaudi 53' · Signori 55' (ph.đ.) | Report |        |

| Viking       | 1–1    | Auxerre  |
| ------------ | ------ | -------- |
| Ulfstein 55' | Report | West 14' |

| Vitória de Guimarães         | 3–1    | Standard Liège |
| ---------------------------- | ------ | -------------- |
| Gilmar 21', 88' · Edinho 68' | Report | Schepens 32'   |

| Zimbru Chișinău | 1–0    | RAF Jelgava |
| --------------- | ------ | ----------- |
| Testemitanu 40' | Report |             |

### Lượt về
| Internazionale | 0–1    | Lugano       |
| -------------- | ------ | ------------ |
|                | Report | Carrasco 85' |

Lugano thắng với tổng tỷ số 2–1.
| Zagłębie Lubin   | 1–4    | Milan                                    |
| ---------------- | ------ | ---------------------------------------- |
| Krzyżanowski 72' | Report | Eranio 52' · Simone 63' · Boban 86', 89' |

Milan thắng với tổng tỷ số 8–1.
| Silkeborg    | 1–2    | Sparta Prague           |
| ------------ | ------ | ----------------------- |
| Pedersen 52' | Report | Lokvenc 21' · Němec 51' |

Tổng tỷ số 2–2; Sparta Prague thắng nhờ bàn thắng sân khách.
| Leeds United | 0–1    | AS Monaco          |
| ------------ | ------ | ------------------ |
|              | Report | Sonny Anderson 23' |

Leeds United thắng với tổng tỷ số 3–1.
| Lokomotiv Moscow | 0–5    | Bayern Munich                                             |
| ---------------- | ------ | --------------------------------------------------------- |
|                  | Report | Klinsmann 26', 35' · Herzog 39' · Scholl 45' · Strunz 78' |

Bayern Munich thắng với tổng tỷ số 5–1.
| Lillestrøm | 0–0    | Brøndby |
| ---------- | ------ | ------- |
|            | Report |         |

Brøndby thắng với tổng tỷ số 3–0.
| Widzew Łódź                                                             | 1–0 (s.h.p.) | Chornomorets Odessa                                                |
| ----------------------------------------------------------------------- | ------------ | ------------------------------------------------------------------ |
| Mikhalchuk 81'                                                          | Report       |                                                                    |
| Loạt sút luân lưu                                                       |              |                                                                    |
| Czerwiec · Siadaczka · Podolski · Mikhalchuk · Koniarek · Boguś · Bajor | 5–6          | Ternavsky · Parfenov · Zotov · Kardash · Suslov · Vasylkov · Bukel |

Tổng tỷ số 1–1; Chornomorets Odessa thắng 6–5 trên chấm luân lưu.
| Liverpool | 0–0    | Spartak Vladikavkaz |
| --------- | ------ | ------------------- |
|           | Report |                     |

Liverpool thắng với tổng tỷ số 2–1.
| Real Betis                       | 2–0    | Fenerbahçe |
| -------------------------------- | ------ | ---------- |
| Trujillo 21' (ph.đ.) · Cañas 37' | Report |            |

Real Betis thắng với tổng tỷ số 4–1.
| Dinamo Minsk   | 1–0    | Austria Wien |
| -------------- | ------ | ------------ |
| Byalkevich 90' | Report |              |

Dinamo Minsk thắng với tổng tỷ số 3–1.
| Bordeaux             | 1–1    | Vardar           |
| -------------------- | ------ | ---------------- |
| Lizarazu 61' (ph.đ.) | Report | Serafimovski 58' |

Bordeaux thắng với tổng tỷ số 3–1.
| Werder Bremen                                           | 5–0    | Glenavon |
| ------------------------------------------------------- | ------ | -------- |
| Hobsch 26', 35', 39' · Basler 37' (ph.đ.) · Borowka 66' | Report |          |

Werder Bremen thắng với tổng tỷ số 7–0.
| Barcelona                                                          | 5–0    | Hapoel Be'er Sheva |
| ------------------------------------------------------------------ | ------ | ------------------ |
| Guardiola 12' · Hagi 27' · Velamazán 51' · Carreras 61' · Amor 65' | Report |                    |

Barcelona thắng với tổng tỷ số 12–0.
| Benfica                | 2–1    | Lierse SK          |
| ---------------------- | ------ | ------------------ |
| Pinto 24' · Kenedy 60' | Report | Van Kerckhoven 33' |

Benfica thắng với tổng tỷ số 5–2.
| Nottingham Forest | 1–0    | Malmö |
| ----------------- | ------ | ----- |
| Roy 69'           | Report |       |

Tổng tỷ số 2–2; Nottingham Forest thắng nhờ bàn thắng sân khách.
| PSV                                                       | 7–1    | MyPa          |
| --------------------------------------------------------- | ------ | ------------- |
| Ronaldo 15', 45', 73', 81' · Jonk 57', 71' · Hoekstra 66' | Report | Keskitalo 16' |

PSV thắng với tổng tỷ số 8–2.
| Roma                                            | 4–0    | Neuchâtel Xamax |
| ----------------------------------------------- | ------ | --------------- |
| Balbo 26', 35' · Fonseca 32' · Rueda 55' (l.n.) | Report |                 |

Roma thắng với tổng tỷ số 5–1.
| Maribor           | 1–3    | Olympiacos                                       |
| ----------------- | ------ | ------------------------------------------------ |
| Karić 70' (ph.đ.) | Report | Ivić 38' · Skartados 63' (ph.đ.) · Hantzidis 83' |

Olympiacos thắng với tổng tỷ số 5–1.
| Eendracht Aalst | 1–0    | Levski Sofia |
| --------------- | ------ | ------------ |
| Lamberg 59'     | Report |              |

Eendracht Aalst thắng với tổng tỷ số 3–1.
| IA                  | 1–0    | Raith Rovers |
| ------------------- | ------ | ------------ |
| A. Gunnlaugsson 14' | Report |              |

Raith Rovers thắng với tổng tỷ số 3–2.
| Avenir Beggen | 0–7    | Lens                                                                     |
| ------------- | ------ | ------------------------------------------------------------------------ |
|               | Report | Camara 20' · Meyrieu 25' · Boli 40' · Delmotte 55', 73' · Tiéhi 57', 72' |

Lens thắng với tổng tỷ số 13–0.
| Újpest | 0–2    | Strasbourg                |
| ------ | ------ | ------------------------- |
|        | Report | Zitelli 9' · Mostovoi 77' |

Strasbourg thắng với tổng tỷ số 5–0.
| Olimpija Ljubljana                    | 2–0    | Roda JC |
| ------------------------------------- | ------ | ------- |
| Bozgo 37' (ph.đ.) · Zulič 74' (ph.đ.) | Report |         |

Roda JC thắng với tổng tỷ số 5–2.
| Lyon       | 1–0    | Farense |
| ---------- | ------ | ------- |
| Sassus 48' | Report |         |

Lyon thắng với tổng tỷ số 2–0.
| Slavia Prague | 0–0    | Freiburg |
| ------------- | ------ | -------- |
|               | Report |          |

Slavia Prague thắng với tổng tỷ số 2–1.
| Manchester United            | 2–2    | Rotor Volgograd                   |
| ---------------------------- | ------ | --------------------------------- |
| Scholes 60' · Schmeichel 89' | Report | Niederhaus 18' · Veretennikov 25' |

Tổng tỷ số 2–2; Rotor Volgograd thắng nhờ bàn thắng sân khách.
| Botev Plovdiv | 1–1    | Sevilla    |
| ------------- | ------ | ---------- |
| Ivanov 68'    | Report | Monchu 57' |

Sevilla thắng với tổng tỷ số 3–1.
| Kaiserslautern                 | 3–0    | Slovan Bratislava |
| ------------------------------ | ------ | ----------------- |
| Wegmann 27', 56' · Wollitz 56' | Report |                   |

Kaiserslautern thắng với tổng tỷ số 4–2.
| Omonia          | 1–2    | Lazio                       |
| --------------- | ------ | --------------------------- |
| Xiourouppas 68' | Report | Casiraghi 15' · Di Vaio 74' |

Lazio thắng với tổng tỷ số 7–1.
| Auxerre       | 1–0    | Viking |
| ------------- | ------ | ------ |
| Silvestre 47' | Report |        |

Auxerre thắng với tổng tỷ số 2–1.
| Standard Liège | 0–0    | Vitória de Guimarães |
| -------------- | ------ | -------------------- |
|                | Report |                      |

Vitória de Guimarães thắng với tổng tỷ số 3–1.
| RAF Jelgava | 1–2    | Zimbru Chișinău   |
| ----------- | ------ | ----------------- |
| Zujevs 76'  | Report | Gavrilyuk 5', 25' |

Zimbru Chișinău thắng với tổng tỷ số 3–1.

## Vòng hai
| Đội 1               | TTS     | Đội 2                | Lượt đi | Lượt về      |
| ------------------- | ------- | -------------------- | ------- | ------------ |
| Kaiserslautern      | 1–4     | Real Betis           | 1–3     | 0–1          |
| Lugano              | 1–3     | Slavia Prague        | 1–2     | 0–1          |
| Sparta Prague       | 6–3     | Zimbru Chișinău      | 4–3     | 2–0          |
| Auxerre             | 0–1     | Nottingham Forest    | 0–1     | 0–0          |
| Roma                | 4–0     | Eendracht Aalst      | 4–0     | 0–0          |
| Brøndby             | 1–0     | Liverpool            | 0–0     | 1–0          |
| Barcelona           | 7–0     | Vitória de Guimarães | 3–0     | 4–0          |
| Chornomorets Odessa | 0–4     | Lens                 | 0–0     | 0–4          |
| Bordeaux            | 3–1     | Rotor Volgograd      | 2–1     | 1–0          |
| Leeds United        | 3–8     | PSV                  | 3–5     | 0–3          |
| Lyon                | 4–1     | Lazio                | 2–1     | 2–0          |
| Raith Rovers        | 1–4     | Bayern Munich        | 0–2     | 1–2          |
| Strasbourg          | 1–3     | Milan                | 0–1     | 1–2          |
| Sevilla             | (a) 2–2 | Olympiacos           | 1–0     | 1–2 (s.h.p.) |
| Benfica             | 3–2     | Roda JC              | 1–0     | 2–2          |
| Werder Bremen       | 6–2     | Dinamo Minsk         | 5–0     | 1–2          |

### Lượt đi
| Kaiserslautern | 1–3    | Real Betis                      |
| -------------- | ------ | ------------------------------- |
| Koch 46'       | Report | Alfonso 45', 73' · Trujillo 69' |

| Lugano       | 1–2    | Slavia Prague            |
| ------------ | ------ | ------------------------ |
| Shalimov 83' | Report | Vágner 19' · Pěnička 25' |

| Sparta Prague                                    | 4–3    | Zimbru Chișinău                             |
| ------------------------------------------------ | ------ | ------------------------------------------- |
| Frýdek 20' · Nedvěd 45' (ph.đ.), 57' · Budka 58' | Report | Sukharev 56' · Testemitanu 62', 90' (ph.đ.) |

| Auxerre | 0–1    | Nottingham Forest |
| ------- | ------ | ----------------- |
|         | Report | Stone 23'         |

| Roma                                                                      | 4–0    | Eendracht Aalst |
| ------------------------------------------------------------------------- | ------ | --------------- |
| Vanderhaeghe 6' (l.n.) · Van der Hoorn 51' (l.n.) · Balbo 69' · Totti 77' | Report |                 |

| Brøndby | 0–0    | Liverpool |
| ------- | ------ | --------- |
|         | Report |           |

| Barcelona                    | 3–0    | Vitória de Guimarães |
| ---------------------------- | ------ | -------------------- |
| Kodro 45', 66' · Celades 76' | Report |                      |

| Chornomorets Odessa | 0–0    | Lens |
| ------------------- | ------ | ---- |
|                     | Report |      |

| Bordeaux                               | 2–1    | Rotor Volgograd |
| -------------------------------------- | ------ | --------------- |
| Histilloles 47' · Witschge 90' (ph.đ.) | Report | Niederhaus 40'  |

| Leeds United                           | 3–5    | PSV Eindhoven                                         |
| -------------------------------------- | ------ | ----------------------------------------------------- |
| Speed 5' · Palmer 48' · McAllister 72' | Report | Eijkelkamp 11' · Vink 35' · Jonk 39' · Nilis 83', 88' |

| Lyon                     | 2–1    | Lazio      |
| ------------------------ | ------ | ---------- |
| Devaux 15' · Deplace 66' | Report | Winter 24' |

| Raith Rovers | 0–2    | Bayern Munich     |
| ------------ | ------ | ----------------- |
|              | Report | Klinsmann 6', 73' |

| Strasbourg | 0–1    | Milan      |
| ---------- | ------ | ---------- |
|            | Report | Simone 80' |

| Sevilla     | 1–0    | Olympiacos |
| ----------- | ------ | ---------- |
| Juanito 90' | Report |            |

| Benfica     | 1–0    | Roda JC |
| ----------- | ------ | ------- |
| Panduru 78' | Report |         |

| Werder Bremen                                                 | 5–0    | Dinamo Minsk |
| ------------------------------------------------------------- | ------ | ------------ |
| Shtanyuk 54' (l.n.) · Basler 64', 84' · Hobsch 73' · Bode 88' | Report |              |

### Lượt về
| Real Betis | 1–0    | Kaiserslautern |
| ---------- | ------ | -------------- |
| Jarni 55'  | Report |                |

Real Betis thắng với tổng tỷ số 4–1.
| Slavia Prague | 1–0    | Lugano |
| ------------- | ------ | ------ |
| Šmicer 62'    | Report |        |

Slavia Prague thắng với tổng tỷ số 3–1.
| Zimbru Chișinău | 0–2    | Sparta Prague            |
| --------------- | ------ | ------------------------ |
|                 | Report | Koller 45' · Vonášek 63' |

Sparta Prague thắng với tổng tỷ số 6–3.
| Nottingham Forest | 0–0    | Auxerre |
| ----------------- | ------ | ------- |
|                   | Report |         |

Nottingham Forest thắng với tổng tỷ số 1–0.
| Eendracht Aalst | 0–0    | Roma |
| --------------- | ------ | ---- |
|                 | Report |      |

Roma thắng với tổng tỷ số 4–0.
| Liverpool | 0–1    | Brøndby   |
| --------- | ------ | --------- |
|           | Report | Eggen 78' |

Brøndby thắng với tổng tỷ số 1–0.
| Vitória de Guimarães | 0–4    | Barcelona                                       |
| -------------------- | ------ | ----------------------------------------------- |
|                      | Report | Kodro 18' · Óscar 61' · Celades 66' · Sergi 77' |

Barcelona thắng với tổng tỷ số 7–0.
| Lens                                             | 4–0    | Chornomorets Odessa |
| ------------------------------------------------ | ------ | ------------------- |
| Meyrieu 14' · Vairelles 19' · Déhu 25' · Foé 77' | Report |                     |

Lens thắng với tổng tỷ số 4–0.
| Rotor Volgograd | 0–1    | Bordeaux     |
| --------------- | ------ | ------------ |
|                 | Report | Bancarel 83' |

Bordeaux thắng với tổng tỷ số 3–1.
| PSV Eindhoven                        | 3–0    | Leeds United |
| ------------------------------------ | ------ | ------------ |
| Cocu 12', 73' · Pemberton 42' (l.n.) | Report |              |

PSV thắng với tổng tỷ số 8–3.
| Lazio | 0–2    | Lyon                          |
| ----- | ------ | ----------------------------- |
|       | Report | Maurice 21' · Assadourian 57' |

Lyon thắng với tổng tỷ số 4–1.
| Bayern Munich              | 2–1    | Raith Rovers |
| -------------------------- | ------ | ------------ |
| Klinsmann 50' · Babbel 64' | Report | Lennon 43'   |

Bayern Munich thắng với tổng tỷ số 4–1.
| Milan                      | 2–1    | Strasbourg |
| -------------------------- | ------ | ---------- |
| R. Baggio 28', 44' (ph.đ.) | Report | Sauzée 45' |

Milan thắng với tổng tỷ số 3–1.
| Olympiacos                          | 2–1 (s.h.p.) | Sevilla    |
| ----------------------------------- | ------------ | ---------- |
| Sapanis 72' · Juskowiak 93' (ph.đ.) | Report       | Šuker 110' |

Tổng tỷ số 2–2; Sevilla thắng nhờ bàn thắng sân khách.
| Roda JC              | 2–2    | Benfica        |
| -------------------- | ------ | -------------- |
| Hesp 60' · Trost 72' | Report | Nader 85', 90' |

Benfica thắng với tổng tỷ số 3–2.
| Dinamo Minsk                           | 2–1    | Werder Bremen |
| -------------------------------------- | ------ | ------------- |
| Khatskevich 76' (ph.đ.) · Shukanov 90' | Report | Bode 25'      |

Werder Bremen thắng với tổng tỷ số 6–2.

## Vòng ba
| Đội 1             | TTS | Đội 2         | Lượt đi | Lượt về      |
| ----------------- | --- | ------------- | ------- | ------------ |
| Milan             | 2–0 | Sparta Prague | 2–0     | 0–0          |
| Bayern Munich     | 7–2 | Benfica       | 4–1     | 3–1          |
| Brøndby           | 3–4 | Roma          | 2–1     | 1–3          |
| Bordeaux          | 3–2 | Real Betis    | 2–0     | 1–2          |
| Nottingham Forest | 1–0 | Lyon          | 1–0     | 0–0          |
| PSV               | 2–1 | Werder Bremen | 2–1     | 0–0          |
| Sevilla           | 2–4 | Barcelona     | 1–1     | 1–3          |
| Slavia Prague     | 1–0 | Lens          | 0–0     | 1–0 (s.h.p.) |

### Lượt đi
| Milan         | 2–0    | Sparta Prague |
| ------------- | ------ | ------------- |
| Weah 32', 76' | Report |               |

| Bayern Munich                | 4–1    | Benfica   |
| ---------------------------- | ------ | --------- |
| Klinsmann 26', 31', 44', 46' | Report | Dimas 30' |

| Brøndby               | 2–1    | Roma        |
| --------------------- | ------ | ----------- |
| Møller 45' · Bjur 85' | Report | Fonseca 21' |

| Bordeaux               | 2–0    | Real Betis |
| ---------------------- | ------ | ---------- |
| Dutuel 23' · Croci 83' | Report |            |

| Nottingham Forest | 1–0    | Lyon |
| ----------------- | ------ | ---- |
| McGregor 83'      | Report |      |

| PSV                            | 2–1    | Werder Bremen |
| ------------------------------ | ------ | ------------- |
| Ronaldo 9' (ph.đ.) · Nilis 84' | Report | Bode 55'      |

| Sevilla   | 1–1    | Barcelona |
| --------- | ------ | --------- |
| Šuker 47' | Report | Hagi 69'  |

| Slavia Prague | 0–0    | Lens |
| ------------- | ------ | ---- |
|               | Report |      |

### Lượt về
| Sparta Prague | 0–0    | Milan |
| ------------- | ------ | ----- |
|               | Report |       |

Milan thắng với tổng tỷ số 2–0.
| Benfica   | 1–3    | Bayern Munich                   |
| --------- | ------ | ------------------------------- |
| Valdo 14' | Report | Klinsmann 32', 68' · Herzog 83' |

Bayern Munich thắng với tổng tỷ số 7–2.
| Roma                                | 3–1    | Brøndby    |
| ----------------------------------- | ------ | ---------- |
| Totti 23' · Balbo 71' · Carboni 89' | Report | Møller 84' |

Roma thắng với tổng tỷ số 4–3.
| Real Betis                | 2–1    | Bordeaux  |
| ------------------------- | ------ | --------- |
| Trujillo 30' · Stošić 45' | Report | Zidane 3' |

Bordeaux thắng với tổng tỷ số 3–2.
| Lyon | 0–0    | Nottingham Forest |
| ---- | ------ | ----------------- |
|      | Report |                   |

Nottingham Forest thắng với tổng tỷ số 1–0.
| Werder Bremen | 0–0    | PSV |
| ------------- | ------ | --- |
|               | Report |     |

PSV thắng với tổng tỷ số 2–1.
| Barcelona                            | 3–1    | Sevilla  |
| ------------------------------------ | ------ | -------- |
| Bakero 61' · Popescu 80' · Roger 82' | Report | Moya 81' |

Barcelona thắng với tổng tỷ số 4–2.
| Lens | 0–1 (s.h.p.) | Slavia Prague |
| ---- | ------------ | ------------- |
|      | Report       | Poborský 96'  |

Slavia Prague thắng với tổng tỷ số 1–0.

## Tứ kết
| Đội 1         | TTS     | Đội 2             | Lượt đi | Lượt về      |
| ------------- | ------- | ----------------- | ------- | ------------ |
| Milan         | 2–3     | Bordeaux          | 2–0     | 0–3          |
| Bayern Munich | 7–2     | Nottingham Forest | 2–1     | 5–1          |
| Barcelona     | 5–4     | PSV               | 2–2     | 3–2          |
| Slavia Prague | (a) 3–3 | Roma              | 2–0     | 1–3 (s.h.p.) |

### Lượt đi
| Bayern Munich              | 2–1    | Nottingham Forest |
| -------------------------- | ------ | ----------------- |
| Klinsmann 16' · Scholl 44' | Report | Chettle 17'       |

| Slavia Prague             | 2–0    | Roma |
| ------------------------- | ------ | ---- |
| Poborský 10' · Vágner 50' | Report |      |

| Milan                   | 2–0    | Bordeaux |
| ----------------------- | ------ | -------- |
| Eranio 29' · Baggio 75' | Report |          |

| Barcelona                 | 2–2    | PSV           |
| ------------------------- | ------ | ------------- |
| Bakero 21' · Abelardo 70' | Report | Nilis 4', 50' |

### Lượt về
| Bordeaux                      | 3–0    | Milan |
| ----------------------------- | ------ | ----- |
| Tholot 14' · Dugarry 63', 69' | Report |       |

Bordeaux thắng với tổng tỷ số 3–2.
| PSV                         | 2–3    | Barcelona                        |
| --------------------------- | ------ | -------------------------------- |
| Zenden 43' · Eijkelkamp 65' | Report | Bakero 3' · Figo 22' · Sergi 80' |

Barcelona thắng với tổng tỷ số 5–4.
| Roma                            | 3–1 (s.h.p.) | Slavia Prague |
| ------------------------------- | ------------ | ------------- |
| Moriero 69', 99' · Giannini 83' | Report       | Vávra 113'    |

Tổng tỷ số 3–3; Slavia Prague thắng nhờ bàn thắng sân khách.
| Nottingham Forest | 1–5    | Bayern Munich                                           |
| ----------------- | ------ | ------------------------------------------------------- |
| Stone 85'         | Report | Ziege 30' · Strunz 43' · Klinsmann 65', 79' · Papin 73' |

Bayern Munich thắng với tổng tỷ số 7–2.

## Bán kết
| Đội 1         | TTS | Đội 2     | Lượt đi | Lượt về |
| ------------- | --- | --------- | ------- | ------- |
| Bayern Munich | 4–3 | Barcelona | 2–2     | 2–1     |
| Slavia Prague | 0–2 | Bordeaux  | 0–1     | 0–1     |

### Lượt đi
| Slavia Prague | 0–1    | Bordeaux   |
| ------------- | ------ | ---------- |
|               | Report | Dugarry 9' |

| Bayern Munich             | 2–2    | Barcelona            |
| ------------------------- | ------ | -------------------- |
| Witeczek 52' · Scholl 57' | Report | Óscar 14' · Hagi 77' |

### Lượt về
| Bordeaux   | 1–0    | Slavia Prague |
| ---------- | ------ | ------------- |
| Tholot 46' | Report |               |

Bordeaux thắng với tổng tỷ số 2–0.
| Barcelona      | 1–2    | Bayern Munich             |
| -------------- | ------ | ------------------------- |
| De la Peña 89' | Report | Babbel 40' · Witeczek 84' |

Bayern Munich thắng với tổng tỷ số 4–3.

## Chung kết

### Lượt đi
| Bayern Munich           | 2–0    | Bordeaux |
| ----------------------- | ------ | -------- |
| Helmer 34' · Scholl 60' | Report |          |

### Lượt về
| Bordeaux   | 1–3    | Bayern Munich                               |
| ---------- | ------ | ------------------------------------------- |
| Dutuel 75' | Report | Scholl 53' · Kostadinov 65' · Klinsmann 77' |

Bayern Munich thắng với tổng tỷ số 5–1.

## Các cầu thủ ghi bàn hàng đầu
Các cầu thủ ghi bàn hàng đầu từ Cúp UEFA 1995–96 như sau:
| Hạng | Tên                 | Đội           | Số bàn thắng |
| ---- | ------------------- | ------------- | ------------ |
| 1    | Jürgen Klinsmann    | Bayern Munich | 15           |
| 2    | Ronaldo             | PSV           | 6            |
| 3    | Luc Nilis           | PSV           | 5            |
| 3    | Pavel Nedvěd        | Sparta Prague | 5            |
| 3    | Mehmet Scholl       | Bayern Munich | 5            |
| 6    | Abel Balbo          | Roma          | 4            |
| 6    | Pierluigi Casiraghi | Lazio         | 4            |
| 6    | Bernd Hobsch        | Werder Bremen | 4            |
| 6    | Danny Lennon        | Raith Rovers  | 4            |
| 6    | Peter Møller        | Brøndby       | 4            |
| 6    | Roger               | Barcelona     | 4            |
| 6    | Davor Šuker         | Sevilla       | 4            |
| 6    | Joël Tiéhi          | Lens          | 4            |